# Three Points, Arizona
Three Points je naseljeno područje za statističke svrhe u američkoj saveznoj državi Arizona. Prema popisu stanovništva iz 2010. u njemu je živjelo 5,581 stanovnika.